# 奥普拉·温弗里秀
《奥普拉·温弗里秀》（英語：The Oprah Winfrey Show）是美国的一个著名电视脱口秀，以节目制作人及主持人奥普拉·温弗里而冠名。自1986年9月8日起开播至2011年5月25日，全25季4561集，是目前为止美国持续时间最长的日间电视节目，同時也是美國電視史上收視最高的脫口秀。2009年奥普拉含泪宣布将于2011年停播节目.
本節目共獲得55座日間時段艾美獎，直至2000年奥普拉決定不再向艾美獎提名。